# Pia Adelsteen
Pia Adelsteen (nascida em 11 de setembro de 1963, em Korsør) é uma política dinamarquesa que foi membro do Folketing de 2007 a 2019. Ela foi eleita pela primeira vez para o parlamento nas eleições legislativas dinamarquesas de 2007.

## Carreira política
Adelsteen foi membro dos conselhos municipais do município de Slangerup de 2002 a 2006, do município de Frederikssund de 2006 a 2014 e do município de Mariagerfjord desde 2018. Ela foi eleita para o parlamento na eleição de 2007 foi reeleita em 2011 e 2015. Ela não concorreu à reeleição nas eleições de 2019, mas preferiu concorrer às eleições para o Parlamento Europeu de 2019, embora não tenha conseguido ser eleita.